# Heinkel He 74
L'Heinkel He 74 fu un aereo da addestramento avanzato, monomotore biplano e a carrello fisso, sviluppato dall'azienda aeronautica tedesca Ernst Heinkel Flugzeugwerke nella prima parte degli anni trenta.
Evoluzione del precedente He 72, dal quale differiva per avere una configurazione monoposto invece che biposto in tandem, venne utilizzato nelle scuole di volo della Luftwaffe nel periodo prebellico.

## Storia del progetto
Già nelle prime fasi della sua esistenza il Reichsluftfahrtministerium (RLM), il ministero deputato alla gestione dell'intera aviazione civile e militare della Germania dopo l'ascesa politica di Adolf Hitler, cominciò a definire un programma di ricostituzione dell'aeronautica militare nazionale. A tale scopo il Technisches Amt (identificato anche come C-Amt), ufficio tecnico della sua componente militare e che faceva capo alla Luftwaffe espresse l'esigenza di dotarsi di un aereo da caccia leggero identificato come Heimatschutzjäger, una soluzione già sperimentata anche in Francia e che si basava su un velivolo compatto, di peso contenuto e mosso da un motore aeronautico dalla potenza ridotta ma tuttavia adeguata alla massa del modello. Questa particolare categoria di caccia, che sfruttava le potenziali doti di agilità date dalla massa ridotta, e che era destinata al ruolo di caccia "di emergenza" e da difesa aerea del territorio, risultava anche adatta all'addestramento avanzato dei piloti destinati ai Jagdgeschwader (JG) così che nel 1935 emise una specifica relativa alla fornitura di un nuovo modello monoposto che potesse soddisfare tali esigenze da destinare alle scuole di volo della Luftwaffe. Tra le caratteristiche richieste quella dell'adozione del motore Argus As 10C, un 8 cilindri a V rovesciata raffreddato ad aria in grado di esprimere una potenza pari a 240 CV (180 kW). Alla richiesta risposero quattro aziende aeronautiche nazionali, la Arado Flugzeugwerke, la Focke-Wulf Flugzeugbau, la Ernst Heinkel Flugzeugwerke e la Henschel Flugzeugwerke.
Inviato davanti alla commissione esaminatrice della Luftwaffe nel 1935, dopo la valutazione comparativa dove si scontrò con i concorrenti Arado Ar 76, Focke-Wulf Fw 56, Henschel Hs 121 ed Hs 125, il Reichsluftfahrtministerium dichiarò vincitore il Fw 56 e la Heinkel decise di abbandonarne lo sviluppo.

## Tecnica
L'impostazione era piuttosto classica: fusoliera con abitacolo aperto, configurazione sesquiplana con le ali collegate tra loro da una serie di robusti montanti. L'ala inferiore, di minore grandezza, era disassata verso la parte posteriore e collegata ad un carrello d'atterraggio fisso, posteriormente completato da un ruotino d'appoggio. La fusoliera terminava in una coda dal classico impennaggio monoderiva. Il motore adottato era un Argus As 10C ad 8 cilindri a V invertita da 240 CV.
Dalla prima versione, la He 74 A, vi fu soltanto un nuovo sviluppo. Il prototipo della nuova versione, che assunse la denominazione di He 74 B (D-IVON), volò alla fine dell'estate del 1934 e differiva dal primo solo nelle dimensioni.

## Utilizzatori
Germania
- Luftwaffe